# (12782) Mauersberger
(12782) Mauersberger (1995 ED9) – planetoida z pasa głównego asteroid okrążająca Słońce w ciągu 5,58 lat w średniej odległości 3,14 j.a. Odkryta 5 marca 1995 roku.